# Caserne de cavalerie du Fort Moselle
La caserne de cavalerie du Fort-Moselle de Metz était une caserne de cavalerie, construite au XVIIIe siècle au fort Moselle.

## Contexte historique
Louis XIV reconnait l’importance militaire de la ville et y envoie l’ingénieur Vauban pour examiner les fortifications. Ce dernier visite la place en 1675 et écrit : « Les autres places du royaume couvrent la province, Metz couvre l’État ». Ses plans furent en partie suivis en 1676, puis repris par son élève Louis de Cormontaigne, maréchal de camp et directeur des places fortes, entre 1728 et 1749.

## Construction et aménagements
La caserne de cavalerie du Fort Moselle est construite entre 1742 et 1753 dans le périmètre du fort Moselle. À l’époque, elle est destinée à la cavalerie et peut recevoir cinq escadrons de cavalerie. Les officiers sont logés dans des pavillons séparés. La caserne de cavalerie a été bâtie au frais de la ville, qui est en outre chargée de son entretien.

## Affectations successives

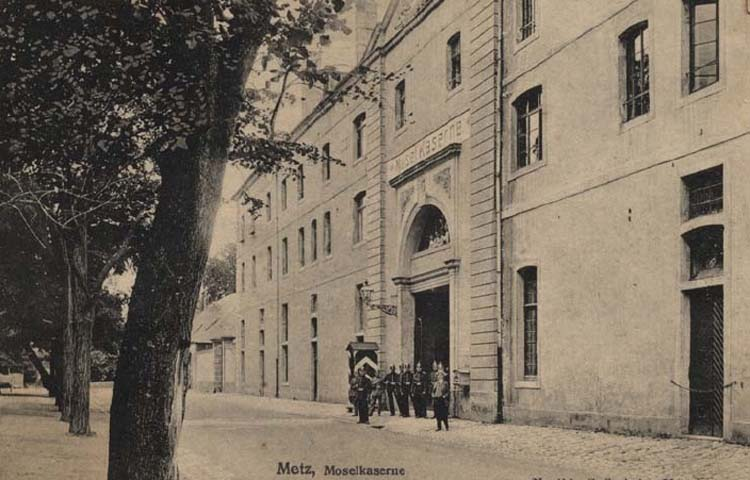
"Moselkaserne", place de France (c.1910).

Les bâtiments servent de lieu de casernement jusqu’au XXe siècle. L'armée impériale allemande y prend ses quartiers entre 1871 et 1919. En 1946, le conseil municipal approuve le principe de cession de différents bâtiments par l’armée à la Ville de Metz. Parmi ces bâtiments, figurent la caserne de cavalerie, la caserne d’infanterie et l’hôpital militaire du fort Moselle, les casernes Chambière, Féraudy et Krien, la prison militaire, et la chapelle Saint-Pierre-aux-Nonnains. Les bâtiments abritent aujourd’hui un établissement public de formation professionnelle pour adultes.